# Kanton Rodez-Ouest
Kanton Rodez-Ouest (francouzsky Canton de Rodez-Ouest) je francouzský kanton v departementu Aveyron v regionu Midi-Pyrénées. Tvoří ho čtyři obce.

## Obce kantonu
- Druelle
- Olemps
- Luc-la-Primaube
- Rodez (západní část)